# Шевелёв, Григорий Александрович (купец)
Григо́рий Алекса́ндрович Шевелёв (около 1800 — конец 1850-х) — верхнеудинский купец 1-й гильдии.

## Семья
Родился в старообрядческой семье. Отец — купец 2-й гильдии Александр Данилович Шевелёв был арестован в 1799 году по политическому делу. После смерти Павла I (1801) обвинение было снято. Александр Данилович пожертвовал дом для первого в Забайкалье Верхнеудинского уездного училища. За свою благотворительную деятельность Александр Шевелёв был награждён золотой медалью для ношения на красной ленте. Мать — Пелагея Дмитриевна — кяхтинская купчиха.
В 1812 году Григорий Шевелёв окончил Верхнеудинское уездное училище.
Дом Шевелёвых (ныне ул. Коммунистическая, 16) считался одним из лучших в Верхнеудинске. В нём останавливались многие известные люди, например, в 1820 году граф М. М. Сперанский и Г. С. Батеньков.
Сын Григория Шевелёва — Михаил (1844—1903) — переводчик, специалист по культуре Китая, кяхтинский купец, владелец пароходной линии Ханькоу — Владивосток.

## Деятельность
После ранней смерти отца Григорий Шевелёв вёл торговлю в Кяхте, выполнял строительные подряды.
В конце 1820-х годов Шевелёв стал заниматься сельским хозяйством. Под Верхнеудинском, на речке Берёзовке (ныне посёлок Верхняя Берёзовка) завёл опытное хозяйство. В начале 1830-х годов стал членом Московского общества сельского хозяйства, писал для московского «Земледельческого журнала».
В своём опытном хозяйстве Шевелёв имел небольшой конезавод (один из первых в Забайкалье), первым в Забайкалье начал пчеловодство, занимался тонкорунным овцеводством. Выращивал табак, сахарную свеклу, арбузы и огурцы. Применял искусственное орошение, проводил опыты с пшеницей «семиколоской». Внедрял сельскохозяйственные машины. Вероятно, идея выращивания сахарной свеклы была подсказана А. Н. Муравьёвым.

## Связь с декабристами
Вся корреспонденция декабристов из Сибири вскрывалась и изучалась. И. И. Горбачевский писал в своём письме
Скажи, пожалуйста, что я могу писать тебе, когда наши письма везде читаются? Меня это просто приводит в бешенство и отчаяние.
По сведениям М. К. Азадовского, доставка конспиративной корреспонденции началась уже в 1827 году. Доставкой писем от декабристов в Москву и Санкт-Петербург занимались иркутские купцы Белоголовый и Баснин, верхнеудинский купец Осип Мичурин.
В мае 1832 года начальник жандармского ведомства А. Х. Бенкендорф писал генерал-губернатору Восточной Сибири А. С. Лавинскому, что полтора года назад верхнеудинский купец Шевелёв, находясь в Петровском Заводе, встречался с декабристами и получил от них ящик с секретными письмами.
Полиция имела в Иркутске своего провокатора — им был рядовой Роман Медокс. Шевелёв пересылал письма декабристов Медоксу, а тот передавал их княжне В. М. Шаховской, жившей в доме у своей сестры П. М. Шаховской, жены декабриста А. Н. Муравьёва, сначала в Верхнеудинске, а затем в Иркутске.
В августе 1832 года Шевелёв был вызван для допроса в Иркутск. На допросе 17 августа он не признался в связях с декабристами.

## Банкротство
В феврале 1833 года Верхнеудинск с «инспекцией войск» посетил адъютант военного министра ротмистр П. В. Вохин в сопровождении «писаря» Романа Медокса.
А уже в марте 1833 года Шевелёв был признан банкротом из-за не исполнения государственного подряда. В октябре 1830 года Шевелёв получил несколько казённых строительных подрядов на сумму более 120 тысяч рублей. Губернатор Восточной Сибири в своём отчёте сообщал, что «подряд сей со стороны Шевелева обеспечен вполне». Строительство Шевелёв должен был закончить до октября 1833 года, однако был признан банкротом до окончания срока подряда. Неисполненным оставался подряд на «постройку этапов и тюрем в 4000 рублей серебром».
Имущество Г. А. Шевелёва было распродано с аукциона. В 1847 году дом Шевелёвых в Верхнеудинске был продан через подставных лиц местному купцу. После энергичных протестов штатного смотрителя Верхнеудинских училищ Д. П. Давыдова дом достался уездному училищу.
После продажи дома Шевелёв переехал в Кяхту, держал небольшую придорожную гостиницу. Погиб в конце 1850-х годов, не справившись с управлением тройкой лошадей.

## Награды
Золотая медаль Московского общества сельского хозяйства — 20 мая 1832 года.